# Intermeco

Vlag van Bosnië en Herzegovina.

 Intermeco  is het volkslied van Bosnië en Herzegovina. Het volkslied werd ingesteld op 10 februari 1998, samen met de nieuwe vlag. Het is gecomponeerd door Dusan Sestǐĉ. Voorheen was het volkslied Jedna si Jedina. Oorspronkelijk kende Intermeco geen tekst maar deze werd er later door Sestǐĉ en Benjamin Isovic bij geschreven. Wel wacht de begeleidende tekst nog op officiële goedkeuring. Intermeco is een van de volksliederen die officieel geen tekst heeft. De andere zijn Europa, Inno Nazionale en Marcha Real.